# Grön våg (trafik)

Grön våg

Grön våg är en benämning på ett samordnat system för hastighetsskyltning och trafiksignaler.
Hastighetsskyltarna anpassar sig till trafiken med hjälp av sensorer i vägbanan och visar vilken hastighet trafikanterna bör hålla för att slippa stanna vid nästa trafikljus. Genom att trafiken slipper stanna kan hastigheten och därmed trafikflödet genom korsningarna vara högre, samtidigt som bränsleförbrukningen och bullret minskar genom färre accelerationer. Väl intrimmat innebär systemet även en tidsvinst för trafikanterna.
En svensk stad som experimenterat med grön våg är Karlskoga (på E18 genom tätorten).